# Köröskényi Elek
Alsó- és felső-kereskényi Köröskényi Elek (Felső-Revistye, 1841 vagy 1845 körül – Budapest, Erzsébetváros, 1902. június 26.) főszolgabíró, országgyűlési képviselő.

## Családja
Felső-Reviscsén született 1841-ben ősi, előkelő felvidéki arisztokrata családba. Édesapja Köröskényi György nagybirtokos, ung vármegyei főszolgabíró, édesanyja lasztóczi és kovácsvágási Bottka Apollónia volt. Köröskényi nem házasodott meg.

## Élete
Alsóbb iskolai tanulmányait a szülei bajánházi kastélyában végezte. Gimnáziumi tanulmányait Ungváron, a jogi akadémiát Sárospatakon végezte. 1870-ben lépett megyei szolgálatba, mint Ung vármegye szobránci járásának esküdtje. 1875-től 1901-ig a járás főszolgabírája. Nagy népszerűségnek örvendett, a megyei nemesség csak „atyusként” emlegette. Kemény kézzel üldözte a pánszláv agitátorokat. 1881-ben egyik alapítója és mecénása volt a szobránci fürdőnek. 1895-ben szolgálataiért a császár Ferenc József-lovagrenddel tüntette ki. Az 1896-os milleniumi ünnepségek alkalmával az egyik vezetője volt Ung vármegye küldöttségének. Az 1901-es választások alkalmával a szobránci választókerületnek lett szabadelvű országgyűlési képviselője, egyúttal az országgyűlés naplóbíráló és IX. bíráló bizottságának tagja. 1902. június 26-án halt meg a Royal Szállóban, Budapesten. Szobráncon temették el 1902. június 29-én délután.